# Atentados de As-Suwayda de 2018
Los atentados de As-Suwayda fueron una serie de ataques terroristas del Estado Islámico en dicha gobernación, en Siria. Es el peor atentado del año 2018. Los ataques dejaron 315 muertos (entre ellos 7 terroristas suicidas y otros 56 asesinados) y más de 200 heridos.

## Contexto
Siria es el principal país en guerra y conflicto de Medio Oriente. Diversos grupos terroristas, principalmente el Estado Islámico tomaron el control de varios territorios sirios; pero la mayoría de ellos ya han sido recuperados. La Coalición Internacional liderada por Estados Unidos bombardea en varias ocasiones sitios dominados por terroristas así como la lanzada de operativos. Rusia e Irán son los principales aliados del gobierno sirio de Bashar Al-Assad.
Los ataques en Suwayda y en su capital (una ciudad mayoritariamente drusa) coincidieron con una ofensiva del gobierno del presidente Bashar al Assad en el sur de Siria, donde sus tropas lucharon contra un grupo afiliado a ISIS cerca de la frontera con los Altos del Golán (ocupados por Israel) y con Jordania, y lograron recuperar el control de 14 localidades en las provincias de Deraa y Al Quneitra. La milicia tiene también una pequeña presencia en el extremo oriental de la región y en el desierto de la región de Homs (3% del territorio sirio antes mayormente dominado).

## Atentados
Los atentados comenzaron alrededor de las 5:30 a. m. del 25 de julio de 2018, cuando un hombre en una motocicleta, se hizo estallar en un mercado de la ciudad de As-Suwayda. Diez minutos después, dos terroristas se inmolaron en la Plaza de la Estrella, a unos 200 metros del mercado anteriormente atacado.
Un cuarto terrorista intentó estallar su cargamento explosivo en el interior de un hospital del barrio Al Jalaa. El atacante fue apresado por un grupo de hombres armados y posteriormente ahorcado desde un puente cercano.
Una cuarta explosión suicida se dio en la capital As-Suwuayda por la tarde cuando un terrorista detonó su chaleco en un edificio después de haber sido arrinconado por los locales en la parte sur de la ciudad.
Soldados sirios abatieron a 2 terroristas que portaban chalecos explosivos antes de que se inmolaran.
En tanto, otros diversos ataques se desarrollaban en aldeas de la zona oriental de Suwayda matando a tiros decenas de personas. Según testigos, los terroristas tocaban las puertas de las casas para luego asesinarlas o secuestrarlas. 36 personas fueron secuestradas por los yihadistas, de lo cuáles, 20 son mujeres y 16 son menores de edad. Además, 4 mujeres lograron escapar antes de ser secuestradas y otras 2 fueron asesinadas en el intento.
Los terroristas también lograron tener el control de las localidades de Duma, Tima y al-Matouna (en la nahiyah de Al-Mushannaf) que se ubican alrededor de la ciudad de As-Suwayda; pero, más tarde fueron recuperadas por el ejército sirio.
Horas después y al reclamar los ataques, el Estado Islámico publicó contenidos multimedia en sus redes de propaganda mostrando yihadistas ejecutando a por lo menos cuatro soldados sirios en una zona desértica.
El saldo total de los ataques es de 246 muertos y 7 terroristas muertos en ataques suicidas o abatidos. 135 de los 246 muertos eran civiles y los otros 111 eran milicianos de defensa local que son respaldados por el gobierno sirio y que custodiaban el área diariamente para resguardar la seguridad.

## Consecuencias

### Ofensiva contra los terroristas
Durante los diversos ataques en la zona de Suwayda, varias personas tomaron armas y, junto a combatientes partidarios del gobierno sirio, enfrentaron a los terroristas asesinando a 49 de ellos, todos simpatizantes del Estado Islámico. Algunos de esos civiles armados capturaron a 3 milicianos de Daesh y los ahorcaron.
En tanto, en el poblado de Shbajio, civiles se armaron junto a soldados sirios para hacer frente a los yihadistas y vigilar la seguridad.
Además, horas después de los atentados, el ejército sirio lanzó ataques aéreos contra puestos terroristas en la provincia de As-Suwayda matando a un número indeterminado de militantes yihadistas del Daesh.
Al día siguiente de los ataques, el ejército sirio lanzó una ofensiva en la que logró recuperar el control de 22 localidades en la provincia de Al Quneitra que estaban controladas por milicias rebeldes e islamistas de Hayat Tahrir al-Sham (alianza dirigida por Al-Qaeda) y algunos del Daesh. En el cruce fronterizo de Quneitra, en la zona de los Altos del Golán israelí, el ejército sirio izó la bandera nacional en señal de recuperación de esa ciudad y provincia.

### Víctimas
Según el Observatorio Sirio de los Derechos Humanos, 252 es el número de personas que murieron en los ataques, de los cuales 139 son ciudadanos (incluyendo 38 mujeres y niños) y 113 eran gente del campo de la provincia Al-Suwaidaa que tomó las armas para rebelarse contra el violento y sorpresivo ataque de la organización Estado Islámico. El Observatorio Sirio de Derechos Humanos también dijo que 63 miembros del "Estado Islámico" murieron, de los cuales, 53 fueron abatidos en los enfrentamientos con civiles armados y soldados sirios y otros 7 en ataques suicidas o intentándolo.
El jueves 26 de julio, comenzaron los funerales y entierros de la mayoría de los fallecidos en los atentados en los que participaron centenares de habitantes, entre los cuales había notables de la comunidad local vestidos con un pantalón saruel negro y un gorro blanco (el atuendo tradicional de los drusos). Los ataúdes estaban cubiertos con la bandera siria en el centro de una gran sala, mientras que algunos de los asistentes enseñaban los retratos de las víctimas. Al mismo tiempo, un grupo de hombres bailaba y levantaba sus armas como muestra de rabia y en homenaje a las víctimas. En la sala, llena de gente, también había banderas de la comunidad drusa.

## Reacciones
En una reunión con el enviado especial de Rusia sobre Siria, Alexander Lavrentiev, en Damasco el 26 de julio, el presidente de Siria, Bashar Al-Assad, acusó a los países que apoyan a grupos terroristas en Siria: «El crimen de hoy muestra que los países que apoyan el terrorismo están tratando de insuflar vida a la organización terrorista para mantenerla como una carta en sus manos que usarán para obtener ganancias políticas», dijo. «Estos intentos solo tendrán éxito […] derramando más sangre inocente», agregó.
En el ámbito internacional, los ataques fue condenado por las Naciones Unidas, así como por los aliados del gobierno sirio, Rusia, Turquía y el grupo militante chiita libanés Hezbollah.

"Condenamos este crimen vergonzoso, sus perpetradores y cualquiera que esté detrás de él y la ideología takfiri (extremista musulmana) que adoptan estos grupos terrorista."
Dijo Hezbollah en una declaración.

El Comité Internacional de la Cruz Roja dijo que el ataque fue "sin sentido y trágico".
Irak, Argelia, la Liga Árabe, España, Chile, Estados Unidos, Filipinas, Bielorrusia y el Líbano también condenaron los atentados y enviaron sus condolencias.